# Răzvan Pădurețu
Răzvan Pădurețu (* 19. Juni 1981 in Bukarest) ist ein ehemaliger rumänischer Fußballspieler.

## Karriere

### Verein
Pădurețu begann seine Karriere bei Dinamo Bukarest, wo er in der Saison 1999/2000 sein Debüt in der höchsten rumänischen Spielklasse gab. Dort konnte auch der Meistertitel und der Pokal geholt werden. Daraufhin wurde er an FC Baia Mare verliehen, wo er neun Spiele spielte und zwei Tore erzielte. Nach der Herbstsaison wechselte er zu FCM Câmpina, ebenfalls leihweise. Dort wurde am Ende der siebente Platz in der Divizia B erreicht. In der nächsten Saison stieg Pădurețu mit dem Verein ab und wechselte daraufhin zum CSM Focșani. Nach einem zehnten Platz 2002/03 wurde man 2003/04 Siebenter. 2005 kehrte er nach Bukarest zu Dinamo zurück und spielte dort neun Spiele in der zweiten Mannschaft, woraufhin er im Sommer zu Gloria Bistrița in die höchste rumänische Spielklasse, wechselte. Der Abstieg konnte am Ende der Saison mit dem rettenden Platz 13 beendet werden. In dieser Saison kam Pădurețu zu seinem ersten Einsatz auf europäischer Ebene. In der 2. Runde des UI-Cups spielte er gegen den Vertreter aus Kroatien Slaven Belupo ab der 57. Minute; das Spiel endete 0:1. In der Folgesaison, als Gloria den Mittelfeldspieler von Dinamo verpflichtet hatte, wurde man Elfter. 2006/07 wurde er im Winter zu Unirea Urziceni verkauft, wo am Ende der Saison Platz zehn erreicht wurde. 2007/08 wurde man Fünfter und qualifizierte sich für den UEFA-Cup. 2008/09 konnte dann der zweite Meistertitel seiner Karriere, diesmal als Stammspieler, eingefahren werden. Mit Unirea konnte Pădurețu mit drei Punkten Vorsprung auf den FC Timișoara den Meistertitel feiern. 2009 spielte er das erste Mal in der UEFA Champions League. Im Jahr 2010 geriet Unirea in finanzielle Probleme und Pădurețu musste mit seiner Mannschaft am Ende der Saison 2010/11 in die Liga II absteigen. Anschließend wechselte er zum Erstligisten FCM Târgu Mureș. Auch mit seinem neuen Klub musste er den Gang in die Liga II antreten. Dort blieb er FCM treu. Im Sommer 2013 schloss er sich Ligakonkurrent ACS Berceni an. Mit Berceni erreichte er in der Saison 2013/14 die Aufstiegsrunde, verpasste den Sprung in die Liga 1 aber klar. In den folgenden beiden Spielzeiten sicherte er sich mit seinem Klub in der Abstiegsrunde den Klassenverbleib. Im Sommer 2016 verließ er den Klub zu Ligakonkurrent FC Academica Clinceni, nur zwei Monate später wechselte er zu CSM Metalul Reșița. Der Verein zog sich jedoch in der Winterpause 2016/17 vom Spielbetrieb zurück und Pădurețu beendete nach kurzer Vereinslosigkeit auch seine aktive Karriere.

### Nationalmannschaft
Am 3. März 2010 gab Pădurețu im Testspiel gegen Israel sein Debüt für die rumänische A-Nationalmannschaft. Bei der 0:2-Niederlage im Dan-Păltinișanu-Stadion von Timișoara wurde er in der 72. Minute für Paul Codrea eingewechselt.

## Erfolge
- Rumänischer Meister: 2000, 2002 2009
- Rumänischer Pokalsieger: 2000